# Daniel Duval
Daniel Duval (Vitry-sur-Seine, 28 de novembro de 1944 — Paris, 10 de outubro de 2013) foi um ator, diretor de cinema e escritor francês.